# Blunt (band)
Blunt er en syv mand stor dansk musikgruppe der blander reggae med hård rock. Tidsskriftet Basunen har beskrevet bandet som "århusiansk power reggae". Bandet har, siden det blev dannet i år 2000, turneret Danmark flere gange, samt spillet på en række forskellige festivaler, bl.a. World Music Festival, Danmarks Rareste Festival (Katballe Karma), Danmarks Grimmeste Festival og Smukfest. 
På grund af den lidt utraditionelle blanding af reggae og hård rock har bandet arbejdet sammen med så forskellige producere som Tue Madsen; (Rob Halford, Sick Of It All), Lasse Pilfinger (BliGlad, Bikstok Røgsystem, Marc Johnson), og Jacob Bredahl (Hatesphere, Last Mile). Denne blanding har ikke altid medført lige positiv omtale, omend Blunt samtidig er blevet rost for deres lyd og samspil.

## Historie

### Dannelse, navnestrid ogReggae Da Nation(2000-2004)
Bandet blev oprindeligt dannet i sommeren år 2000 af Jimmie Tagesen og Jakob Barndorff-Nielsen der boede på den samme adresse. På trods af, at de aldrig havde spillet reggae før fik de hurtigt de andre fremtidige medlemmer med på idéen. Den første indspilning var julesangen Smokin' Up That Christmas Tree på compilation-cd'en "Aarhus Ødelægger Julen !!!". Året efter udgav bandet demoen Blunt.
Reggae Da Nation, Blunts første album, blev udgivet i 2003. I perioden 2002-2003 var Blunt involveret i en mindre navnestrid med et band fra et TV3-realityprogram, kaldet "Rockidoler". Reality-rockbandet i tv-programmet valgte navnet Blunt uden at undersøge ordentligt om det var ledigt, hvilket formentlig var i strid med den danske lovgivning om varemærker. Der nåede at blive sat en advokat på sagen, men da realitybandet hurtigt gik i opløsning, uden at udgive et færdiglavet album blev sagen henlagt.
I 2004 indspillede bandet sangen "Nee Å' Stem'" med den århusianske rapper Jøden til musikprojektet "Stem Svin", der var et opsamlingsalbum med tilhørende koncerter, som havde til formål at få unge mennesker til at stemme. Samtidig deltog Blunt i Emergenza 2004 og nåede til finalen, hvor Jakob Barndorff-Nielsen desuden blev kåret til "Bedste Bassist". I juni samme år gik den ene guitarist Hans Peter Mululu og Mads Schaarup fra The Guv'nors overtog hans plads. Fra 2003 spillede Viggo Jørgensen desuden synthesizer i Blunt. Han forlod bandet for at starte Mafijah i 2004, men optrådte dog igen som gæst på Blunts andet album.

### Ten Ton Reggae MachineogPass The Budd EP(2005-2009)
Blunt begyndte indspilningen af sit næste album i oktober 2006 hvilket fortsatte ind i 2007. Ten Ton Reggae Machine som albummet kom til at hedde, blev udgivet i september 2008 efter, at Blunt havde skrevet kontrakt med LongLife Records. Omkring udgivelsen af albummet forlod trommeslageren Günther Bach og guitaristen Mads Schaarup bandet. Deres pladser blev udfyldt af henholdsvis trommeslageren fra Mafijah og Addis Ababa, Martin Robert Madsen samt Jacob Lyngsdal. 
Ten Ton Reggae Machine blev i 2009 nomineret i Danish World Awards i kategorien for "Årets Danske World Album". Det hidtil største gennembrud fik Blunt dog senere samme år, da bandet udgav Pass The Budd EP der affødte deres første musikvideo, som havde premiere i december. I forbindelse med indspilningen af Pass the Budd EP introducerede bandet keyboard som en fast del af ensemblet og Mikkel Govertz, der ellers spillede guitar i Addis Ababa, blev føjet til gruppen.

### Medlemsforøgelse ogNo Karaoke!(2010-2014)
I juni 2010 tilkendegjorde Jakob Barndorff-Nielsen på gruppens facebookside at Jesper Friis havde forladt bandet efter "10 års tro tjeneste".. Samme måned indspillede Blunt to nye numre, hvoraf det ene optrådte på compilation-albummet Rock Ikk’å udgivet af foreningen "Rock Århus". Kort derefter forlod trommeslageren Martin Robert Madsen bandet, og blev i 2011 erstattet af Anders Enøe samtidig med, at Mads Schaarup vendte tilbage på guitar. Under indspilningen af bandets tredje album kom Feike van der Woude til på percussion og Lasse Enøe på saxofon, et instrument der ellers ikke tidligere har optrådt på nogle af Blunts numre. Igen var medlemmerne rekrutteret fra bandet Addis Ababa. Den oprindelige kvintet blev dermed en oktet, med kun to af de oprindelige medlemmer tilbage. Albummet, No Karaoke!, blev udgivet kort før jul i 2011. I 2014 udgik Mads Schaarup igen for at overgive pladsen til Niels Bach Storgaard.

### Sugar Daddy(2015-2017)
I 2015 forlod Feike van der Woude bandet. Den 22. august 2015 udgav Blunt deres fjerde album Sugar Daddy med elleve nye sange. 

### Prep for Armageddon(2018-nu)
I 2018 udgik Niels Bach Storgaard og Morten Keiser-Nielsen kom til. Den 22. september 2018 udgav Blunt EP'en Prep for Armegeddon med seks nye sange.

## Medlemmer
| Nuværende Medlemmer - Jimmie Tagesen – Vokal (2000-) - Jakob Barndorff-Nielsen – Bas og vokal (2000-) - Jacob Lyngsdal – Guitar (2008-) - Mikkel Govertz – Keyboard (2009-) - Anders Enøe – Trommer (2011-) - Morten Keiser-Nielsen - Guitar (2018-) | Tidligere Medlemmer - Jesper Friis – Guitar (2000-2010) - Hans Peter Mululu – Guitar (2000-2004) - Mads Schaarup – Guitar (2004-2008 / 2011-2014) - Günther Bach – Trommer (2000-2008) - Martin Robert Madsen – Trommer (2008-2010) - Viggo Jørgensen – Bongo og synthesizer (2003-2004) - Feike van der Woude – Percussion (2011-2015) - Lasse Enøe – Saxofon (2011-2013) - Niels Bach Storgaard - Guitar (2014-2018) |

## Diskografi
- 2001: Blunt (demo)
- 2003: Reggae Da Nation
- 2008: Ten Ton Reggae Machine
- 2009: Pass The Budd EP
- 2011: No Karaoke!
- 2015: Sugar Daddy
- 2018: Prep for Armageddon